# Coppa d'Iraq 2023-2024
La Coppa d'Iraq 2023-2024, anche nota come Iraq FA Cup 2023-2024, è stata la 34ª edizione della coppa nazionale irachena di calcio. La competizione è iniziata il 26 gennaio 2024 ed è terminata il 10 luglio 2024 con la finale. A causa delle limitazioni temporali, alla competizione prendono parte solo le squadre delle prime due serie nazionali.
L'Al-Quwa Al-Jawiya era la squadra campione in carica, avendo vinto il suo sesto titolo nell'edizione 2022-2023. Il titolo è stato vinto dall'Al-Shorta.

## Calendario
| Turno            | Sorteggio        | Date               |
| ---------------- | ---------------- | ------------------ |
| Primo turno      | 10 gennaio 2024  | 26-27 gennaio 2024 |
| Secondo turno    | 28 gennaio 2024  | 3-4 febbraio 2024  |
| Ottavi di finale | 27 febbraio 2024 | 12-14 marzo 2024   |
| Quarti di finale | 31 marzo 2024    | 9 aprile 2024      |
| Semifinali       | 31 marzo 2024    | 7 luglio 2024      |
| Finale           | 31 marzo 2024    | 10 luglio 2024     |

## Primo turno
Al primo turno prendono parte 10 squadre provenienti dalla Prima Lega e 22 squadre provenienti dalla Prima Divisione, secondo livello della piramide calcistica irachena.
| Squadra 1       | Risultato       | Squadra 2               |
| --------------- | --------------- | ----------------------- |
| 26 gennaio 2024 |                 |                         |
| Al-Naft         | 2 - 0           | Al-Hussein              |
| Al-Mina'a       | 3 - 0           | Al-Diwaniya             |
| Newroz          | 4 - 1           | Al-Etisalat             |
| Samarra         | 1 - 1 (4-5 dtr) | Amanat Baghdad          |
| Al Hudod        | 1 - 1 (5-4 dtr) | Ghaz Al-Shamal          |
| Al-Shirqat      | 1 - 1 (5-6 dtr) | Al-Fahad                |
| Ramadi          | 0 - 1           | Al-Karkh                |
| Al-Nasiriya     | 0 - 0 (2-4 dtr) | Naft Al-Wasat           |
| 27 gennaio 2024 |                 |                         |
| Al-Bahri        | 0 - 0 (2-4 dtr) | Zakho                   |
| Al-Qasim        | 2 - 0           | Al-Jolan                |
| Naft Al-Basra   | 1 - 1 (5-4 dtr) | Nasafi Al-Wasat         |
| Afak            | 2 - 1           | Al-Sinaa                |
| Diyala          | 1 - 2           | Masafi Al-Junoob        |
| Sulaymaniya     | 1 - 0           | Al-Sinaat Al-Kahrabaiya |
| Al-Gharraf      | 1 - 1 (2-4 dtr) | Al-Kufa                 |
| Maysan          | 2 - 3           | Al-Karma                |

## Secondo turno
Al secondo turno prendono parte 14 squadre provenienti dalla Prima Lega e 6 squadre provenienti dalla Prima Divisione.
| Squadra 1       | Risultato       | Squadra 2        |
| --------------- | --------------- | ---------------- |
| 3 febbraio 2024 |                 |                  |
| Al-Kufa         | 0 - 2           | Al-Karkh         |
| Afak            | 0 - 2           | Zakho            |
| Al-Naft         | 1 - 0           | Sulaymaniya      |
| Al-Qasim        | 1 - 2           | Newroz           |
| Al-Fahad        | 1 - 3           | Al Hudod         |
| Al-Mina'a       | 3 - 1           | Naft Al-Wasat    |
| Duhok           | 1 - 1 (6-7 dtr) | Naft Maysan      |
| 4 febbraio 2024 |                 |                  |
| Karbala         | 2 - 1           | Masafi Al-Junoob |
| Amanat Baghdad  | 1 - 1 (3-5 dtr) | Al-Karma         |
| Naft Al-Basra   | 1 - 2           | Al-Najaf         |

## Ottavi di finale
Agli ottavi di finale partecipano 15 squadre provenienti dalla Prima Lega e una squadra proveniente dalla Prima Divisione.
| Squadra 1     | Risultato       | Squadra 2         |
| ------------- | --------------- | ----------------- |
| 12 marzo 2024 |                 |                   |
| Naft Maysan   | 1 - 0           | Al-Karma          |
| Al-Kahraba    | 1 - 2           | Newroz            |
| 13 marzo 2024 |                 |                   |
| Zakho         | 0 - 0 (3-4 dtr) | Al-Shorta         |
| Al-Zawraa     | 1 - 1 (4-2 dtr) | Karbala           |
| Al-Talaba     | 0 - 0 (4-5 dtr) | Al-Naft           |
| Al-Najaf      | 0 - 0 (7-8 dtr) | Al-Quwa Al-Jawiya |
| 14 marzo 2024 |                 |                   |
| Al-Karkh      | 0 - 1           | Erbil             |
| Al-Mina'a     | 1 - 0           | Al Hudod          |

## Quarti di finale
| Squadra 1         | Risultato       | Squadra 2   |
| ----------------- | --------------- | ----------- |
| 9 aprile 2024     |                 |             |
| Al-Mina'a         | 0 - 2           | Al-Shorta   |
| Al-Naft           | 1 - 1 (3-0 dtr) | Erbil       |
| Al-Quwa Al-Jawiya | 3 - 0           | Naft Maysan |
| Al-Zawraa         | 3 - 0           | Newroz      |

## Semifinali
| Squadra 1         | Risultato | Squadra 2 |
| ----------------- | --------- | --------- |
| 7 luglio 2024     |           |           |
| Al-Shorta         | 1 - 0     | Al-Naft   |
| Al-Quwa Al-Jawiya | 1 - 0     | Al-Zawraa |

## Finale
| Arbitro: | Ilgiz Tantashev |

|            |           |  |
| Santos 59’ | Marcatori |  |